# Elamena momona
Elamena momona är en kräftdjursart som beskrevs av Melrose 1975. Elamena momona ingår i släktet Elamena och familjen Hymenosomatidae. Inga underarter finns listade i Catalogue of Life.